# یلنینسکی
یلنینسکی (انگلیسی: Yeleninsky) یک شهرک در شهرستان ایگلینسکی استان باشقیرستان کشور روسیه است.